# りそな・マルハビル
りそな・マルハビルは、東京都千代田区大手町一丁目にかつて存在した超高層ビルである。

## 概要
大洋漁業（マルハを経て、現・マルハニチロ）が建築主となり、内堀通りと永代通りが交わる、皇居大手門交差点の北東角に1978年11月に完成した。北隣の三菱東京UFJ銀行大手町ビル（旧三和銀行東京ビル。2012年解体）や三井物産ビル（2015年解体）など周囲のビルと高さを揃え、皇居前の景観に配慮して建てられた。1975年に大洋漁業の創立100周年記念事業の一環として当時の中部謙吉社長が新本社建設を決定し（それまでは大洋漁業は丸ビルに入居していた）、翌年7月から工事が着工。建設途中の1977年1月、中部は死去するが、後を継いだ次男の中部藤次郎社長により完成を見た。
当初から大洋漁業本社と協和銀行本店・本部（現・りそなホールディングス・りそな銀行）が入居。高層部に大洋漁業本社と協和銀行本部、低層部に同行本店営業部が位置し、17階には大洋漁業PRセンターがあり、安価に商品を販売していた。
業種の異なる（大洋漁業は水産、協和銀行は金融）二つの企業が同居するため、永代通り側（南）に協和銀行、内堀通り側（西）に大洋漁業とエントランスを分け、エレベータも別々に設けるなど独立性を持たせた。北側にも玄関があり、ロビーには東山魁夷のタペストリー「緑響く」や山本雅彦の彫刻「春の唄」などが飾られていた。協和銀行のエントランスは高さ11mの柱が張り巡らされた低層棟で、彫りの深い縦長の窓とあいまって奥行きを感じさせる構造であるとして、1980年に第21回BCS賞を受賞した。
1985年8月、当時、本店を自社保有していない唯一の都市銀行であった協和銀行が、資金量が順調に伸び業績も安定していることを背景に、賃借していた1階から16階部分の譲渡を大洋漁業に申し入れ、当該部分を360億円で取得した。これに伴い、同行はビルの73%を保有することになり、敷地も同じ割合で共有することになった。
なお、大洋ビルを建設した鹿島建設、清水建設、竹中工務店の創業一族はマルハニチロの創業家・中部家と縁戚関係にある。

### 所有権売却
2003年にマルハが所有していたビルの所有権27%を東急リアル・エステート投資法人が取得。
次いで、2008年4月、りそなホールディングスが所有していた約7割のビルの所有権を三菱地所の特定目的会社が1620億円で取得した。
三菱地所は、2010年2月、東急リアル・エステート投資法人の持ち分を取得し単独所有となったが、同年3月には持ち分の27%を新日本石油（現:ENEOSホールディングス）に売却した。
所有権売却によって、りそなグループは2010年5月に賃料コスト削減と業務効率化を狙い江東区木場の深川ギャザリアへ、マルハニチロは同年12月に同区豊洲の豊洲フロントにそれぞれ転出した。

### 大手町ホトリアに再開発
当ビルは三菱地所による再開発計画「（仮称）大手町1-1計画」に伴い、隣接する三菱東京UFJ銀行大手町ビルとともに解体された。解体工事は請負会社の鹿島建設が2008年に開発した鹿島カットアンドダウン工法（だるま落としのように下のフロアから徐々に壊していく方法）が導入されている。
再開発街区は、2012年6月11日、都市再生特別地区の都市計画決定を受け、旧りそな・マルハビルにあたるA棟は2013年2月20日に着工。跡地に大手門タワー・JXビル（現：大手門タワー・ENEOSビル）が2015年11月17日に竣工した。竣工後、JXグループ（現：ENEOSグループ）各社の本社・オフィス機能は、暫定使用していた大手町2丁目（呉服橋交差点側）のJXビル（旧:新日鐵ビル）から移転した。またB棟にあたる旧三菱東京UFJ銀行大手町ビル跡地には、2017年1月、大手町パークビルディングが竣工した。この再開発街区は大手町ホトリアと命名されている。

## ビル名の変遷
- 大洋ビル（1978年11月）[3]
- 協和埼玉・大洋ビル[2]
- あさひ・大洋ビル（1992年）
- あさひ・マルハビル（1993年 - 2003年3月）
- りそな・マルハビル（2003年3月 - 2013年）